# Leichtathletik-Weltmeisterschaften 2015/Teilnehmer (Slowakei)
| Gelbes Symbol für Goldmedaillen mit stilisierten Olympischen Ringen | Graues Symbol für Silbermedaillen mit stilisierten Olympischen Ringen | Braundes Symbol für Bronzemedaillen mit stilisierten Olympischen Ringen |
| ------------------------------------------------------------------- | --------------------------------------------------------------------- | ----------------------------------------------------------------------- |
| 1                                                                   | —                                                                     | —                                                                       |

Der Leichtathletikverband der Slowakei nominierte 16 Athleten für die Leichtathletik-Weltmeisterschaften 2015 in der chinesischen Hauptstadt Peking.

## Medaillen
Mit einer gewonnenen Goldmedaille belegte das slowakische Team Rang 15 im Medaillenspiegel.

### Medaillengewinner

#### Gold
- Matej Tóth: 50 km Gehen

## Ergebnisse

### Männer

#### Laufdisziplinen
| Athlet        | Disziplin   | Vorlauf     | Vorlauf | Halbfinale         | Halbfinale         | Finale             | Finale             |
| Athlet        | Disziplin   | Zeit        | Platz   | Zeit               | Platz              | Zeit               | Platz              |
| ------------- | ----------- | ----------- | ------- | ------------------ | ------------------ | ------------------ | ------------------ |
| Jozef Repcìk  | 800 m       | 1:48,26 min | 28      | nicht qualifiziert | nicht qualifiziert | nicht qualifiziert | nicht qualifiziert |
| Anton Kucmin  | 20 km Gehen |             |         |                    |                    | 1:27:46 h          | 44                 |
| Dušan Majdán  | 50 km Gehen |             |         |                    |                    | 3:58:57 h          | 30                 |
| Martin Tištan | 50 km Gehen |             |         |                    |                    | DNF                | DNF                |
| Matej Tóth    | 50 km Gehen |             |         |                    |                    | 3:40:32 h          | Gold               |

#### Sprung/Wurf
| Athlet          | Disziplin  | Qualifikation | Qualifikation | Finale             | Finale             |
| Athlet          | Disziplin  | Weite/Höhe    | Platz         | Weite/Höhe         | Platz              |
| --------------- | ---------- | ------------- | ------------- | ------------------ | ------------------ |
| Matúš Bubeník   | Hochsprung | 2,17 m        | 37            | nicht qualifiziert | nicht qualifiziert |
| Marcel Lomnický | Hammerwurf | 74,51 m       | 12            | 75,79 m            | 8                  |
| Patrik Zenúch   | Speerwurf  | 69,31 m       | 33            | nicht qualifiziert | nicht qualifiziert |

### Frauen

#### Laufdisziplinen
| Athletin          | Disziplin   | Vorlauf     | Vorlauf | Halbfinale         | Halbfinale         | Finale             | Finale             |
| Athletin          | Disziplin   | Zeit        | Platz   | Zeit               | Platz              | Zeit               | Platz              |
| ----------------- | ----------- | ----------- | ------- | ------------------ | ------------------ | ------------------ | ------------------ |
| Iveta Putalová    | 400 m       | 52,52 s     | 36      | nicht qualifiziert | nicht qualifiziert | nicht qualifiziert | nicht qualifiziert |
| Lucia Klocová     | 800 m       | 2:01,35 min | 24      | 1:59,14 min        | 13                 | nicht qualifiziert | nicht qualifiziert |
| Katarína Berešová | Marathon    |             |         |                    |                    | 2:37:24 h          | 22                 |
| Maria Czaková     | 20 km Gehen |             |         |                    |                    | 1:36:08 h          | 30                 |
| Mária Gáliková    | 20 km Gehen |             |         |                    |                    | 1:40:06 h          | 41                 |

#### Sprung/Wurf
| Athletin         | Disziplin  | Qualifikation | Qualifikation | Finale             | Finale             |
| Athletin         | Disziplin  | Weite/Höhe    | Platz         | Weite/Höhe         | Platz              |
| ---------------- | ---------- | ------------- | ------------- | ------------------ | ------------------ |
| Jana Velďáková   | Weitsprung | 6,56 m        | 17            | nicht qualifiziert | nicht qualifiziert |
| Dana Velďáková   | Dreisprung | 13,76 m       | 15            | nicht qualifiziert | nicht qualifiziert |
| Martina Hrašnová | Hammerwurf | 68,80 m       | 16            | nicht qualifiziert | nicht qualifiziert |